# Félix Besnard
Pour les articles homonymes, voir Besnard.
Félix Besnard est un homme politique français, né le 6 juin 1858 à Cormenon (Loir-et-Cher) et mort le 17 mai 1913 à Joigny (Yonne).

## Biographie
Avoué à Joigny, il devient conseiller municipal puis maire de Joigny en 1896 (et le reste jusqu'à sa mort). Peu de temps après, il devient conseiller général du canton de Joigny. Il est élu sénateur en 1909 et siège sur les bancs de la Gauche démocratique.

## Sources
- « Félix Besnard », dans le Dictionnaire des parlementaires français (1889-1940), sous la direction de Jean Jolly, PUF, 1960 [détail de l’édition]

- Sénat